# Neosaproecius nyassalandicus
Neosaproecius nyassalandicus là một loài bọ cánh cứng trong họ Bọ hung (Scarabaeidae).